# Коксаєцький сільський округ
Коксає́цький сільський округ (каз. Көксаяқ ауылдық округі, рос. Коксаекский сельский округ) — адміністративна одиниця у складі Толебійського району Туркестанської області Казахстану. Адміністративний центр — село Коксаєк.
Населення — 16478 осіб (2021; 14116 у 2009, 10826 у 1999, 11354 у 1989).
Станом на 1989 рік існувала Георгієвська сільська рада (села Георгієвка, Жинішке, Казахстан, Коксаяк, Опит, Поповка, селище Кирпичний).

## Склад
До складу округу входять такі населені пункти:
| Населений пункт   | Колишні назви | Населення, осіб (1989) | Населення, осіб (1999) | Населення, осіб (2009) | Населення, осіб (2021) |
| ----------------- | ------------- | ---------------------- | ---------------------- | ---------------------- | ---------------------- |
| Алтинбастау, село | Опит          | 149                    | 218                    | 282                    | 190                    |
| Жинішке, село     | -             | 451                    | 438                    | 570                    | 475                    |
| Казахстан, село   | -             | 1622                   | 2083                   | 2211                   | 1509                   |
| Коксаєк, село     | Георгієвка    | 7011                   | 6060                   | 11053                  | 14304                  |
| --Кирпичний, село | -             | 655                    | 299                    | -                      | -                      |
| --Коксаяк, село   | -             | 1133                   | 1591                   | -                      | -                      |
| --Поповка, село   | -             | 333                    | 137                    | -                      | -                      |